# Смоленский, Владимир Иванович
Владимир Иванович Смоленский (род. 25 июня 1969) — российский политический деятель. Депутат Государственной Думы четвёртого созыва (2003—2007).

## Биография
В 1990 г. окончил Военный институт физической культуры (г. Ленинград), в 1993 г. — Межотраслевой институт повышения квалификации — Центр подготовки менеджеров Российской экономической академии им. Г. В. Плеханова, в 2004 г. — Российскую академию государственной службы при Президенте РФ, кандидат юридических наук.
После окончания военного института физкультуры проходил службу в Гвардейской Таманской дивизии; затем был преподавателем Московского Суворовского военного училища.
Депутат Государственной Думы Федерального Собрания РФ четвёртого созыва с декабря 2003 г., член фракции «Единая Россия», заместитель председателя Комитета по промышленности, строительству и наукоемким технологиям. Депутатом Государственной Думы РФ был избран по Серпуховскому одномандатному избирательному округу №115 Московской области.